# Đại diện của nhà sản xuất
Đại diện của nhà sản xuất (đại diện), còn được gọi là đại diện bán hàng độc lập  hoặc đại lý bán hàng, là một cá nhân, đại lý bán hàng hoặc công ty bán sản phẩm của nhà sản xuất cho khách hàng bán buôn và bán lẻ.
Khi nhà sản xuất thuê một công ty đại diện của nhà sản xuất, điều này thường có nghĩa là hợp đồng được ký kết giữa hai công ty, trao quyền cho đại diện bán, hoặc thu hút bán hàng cho các sản phẩm của nhà sản xuất làm đại lý trong một lãnh thổ xác định. Các sản phẩm thường được đặt hàng trực tiếp từ nhà sản xuất, sau đó họ trả tiền hoa hồng bán hàng cho công ty đại diện của nhà sản xuất.  Tỷ lệ hoa hồng thay đổi tùy theo thị trường và loại sản phẩm.  Nó có thể là bất cứ thứ gì từ 1% đến 50%, mặc dù tỷ lệ hoa hồng điển hình hơn sẽ là 10% đến 25% cho các sản phẩm tiêu dùng hoặc giá rẻ và 5% đến 10% cho các sản phẩm công nghiệp hoặc chi phí cao.
Đại diện của một nhà sản xuất quốc tế có thể chịu trách nhiệm, ngoài việc chào hàng, xử lý hàng tồn kho, xử lý thuế quan và tuân thủ các quy định của chính phủ.

## Khi nào thì đại diện của nhà sản xuất được sử dụng?
Một đại diện nhà sản xuất là loại đại lý được sử dụng rộng rãi nhất.  Các loại đại diện này thường được sử dụng trong các tình huống sau:
- Khi thiếu một lực lượng bán hàng cho nhà sản xuất.  Đại diện của nhà sản xuất sẽ thực hiện tất cả việc bán hàng.
- Khi giới thiệu một sản phẩm mới vào thị trường.
- Khi có một thị trường mới, công ty muốn tham gia, nhưng thị trường này không được phát triển đầy đủ để lực lượng bán hàng của chính họ được sử dụng.
- Khi nó hiệu quả hơn về chi phí so với sử dụng nhân sự của công ty.  Tiềm năng bán hàng có thể không đủ cho chi phí sử dụng lực lượng bán hàng của công ty hoặc công ty có thể muốn giảm rủi ro chi phí cố định của lực lượng bán hàng nội bộ.
- Khi một người mua bán lẻ yêu cầu hỗ trợ bán hàng và tiếp thị chuyên dụng từ nhà sản xuất.
- Các nhà sản xuất thuê các đại diện sống ở vị trí địa lý của lãnh thổ mà họ bán.

Đại diện nhà sản xuất thường đại diện cho nhiều hơn một nhà sản xuất.  Một trong những lý do họ có thể đại diện cho nhiều nhà sản xuất là các sản phẩm có liên quan hoặc bổ sung, nhưng không cạnh tranh. Nhiều đại diện nhà sản xuất có thể quản lý các dòng khác nhau thông qua việc sử dụng các nền tảng bán hàng dựa trên đám mây, chẳng hạn như RepBox.  Những đại diện này sẽ biết rõ thị trường và sản phẩm của họ vì họ thường làm việc trong một ngành và khu vực địa lý cụ thể. Các đại diện của nhà sản xuất biết rõ thị trường vì họ tham dự các hội nghị, hội nghị và triển lãm thương mại để duy trì kiến thức về các sản phẩm mới và sự phát triển trong ngành công nghiệp của họ.  Nhiều đại diện trong số này bán nhiều sản phẩm kỹ thuật hoặc khoa học đòi hỏi kiến thức sản phẩm cao.
Các công ty tìm kiếm đại diện của nhà sản xuất thường sử dụng các danh bạ của hiệp hội đại diện của nhà sản xuất, mặc dù các kết nối thường được thực hiện trực tiếp tại các triển lãm thương mại lớn.  Nhiều hiệp hội đại diện theo chiều dọc, hoặc đặc thù của ngành, và một, Hiệp hội đại lý quốc gia của nhà sản xuất là hiệp hội độc lập theo ngành, theo chiều ngang.  Ngoài ra còn có các dịch vụ dựa trên thuật toán hiện đại hơn như Replogic.com phù hợp với các công ty có đại diện dựa trên các lĩnh vực chuyên môn và trọng tâm cụ thể.